# Карола Баукгольт
Карола Баукгольт (нар. 21 серпня 1959 р., Крефельд) — німецька композиторка сучасної класичної музики. Протягом 1978-84 рр. навчалася у Кельнській вищій школі музики у Мауріціо Кагеля, паралельно працюючи (з 1976 по 1984) у Театрі «am Marienplatz» у Крефельді. Є співзасновницею видавництва «Thürmchen Verlag» (1985) і ансамблю «Thürmchen Ensemble» (1991).